# Jindřich Kostomlatský z Vřesovic
Jindřich Kostomlatský z Vřesovic († 1520) byl český šlechtic z rodu rytířů z Vřesovic. Velkou část života strávil ve službách pánů z Janovic, od nichž koupil hrad Pajrek, a jako zemský škůdce byl roku 1520 popraven.

## Život
Jindřichovým otcem byl Jakub Kostomlatský z Vřesovic, vnuk husitského hejtmana Jakoubka z Vřesovic. Jedinou známou Jakubovou manželkou, a snad i Jindřichovo matkou, byla Kateřina z Helfenburka. Jindřich měl šest bratrů, z nichž byl nejspíše nejmladší. Narodil se koncem osmdesátých let patnáctého století, snad jako pohrobek, protože jeho otec Jakub Kostomlatský byl roku 1490 už mrtev.
Jindřichovi ještě roku 1510 patřila část kostomlatského hradu, ale v roce 1512 svůj podíl prodal. Oženil se s Kateřinou Kocovou z Dobrše, která se v dubnu roku 1512 neúspěšně soudila se svým bratrem Markvartem o část věna. O měsíc později Jindřich za 125 kop grošů koupil hrad Pajrek, k čemuž využil zbývající část manželčina věna. Péči o manželku zanedbával, a ta jej proto zažalovala. Soud se protáhl až do Jindřichovy smrti. Jindřich se soudil i s Jindřichem a Přibíkem Koci z Dobrše, kterým pokácel nějaké stromy. Soud se konal na jaře roku 1518, ale Jindřich se k němu ani na třetí výzvu nedostavil, a proto byl shledán vinným.

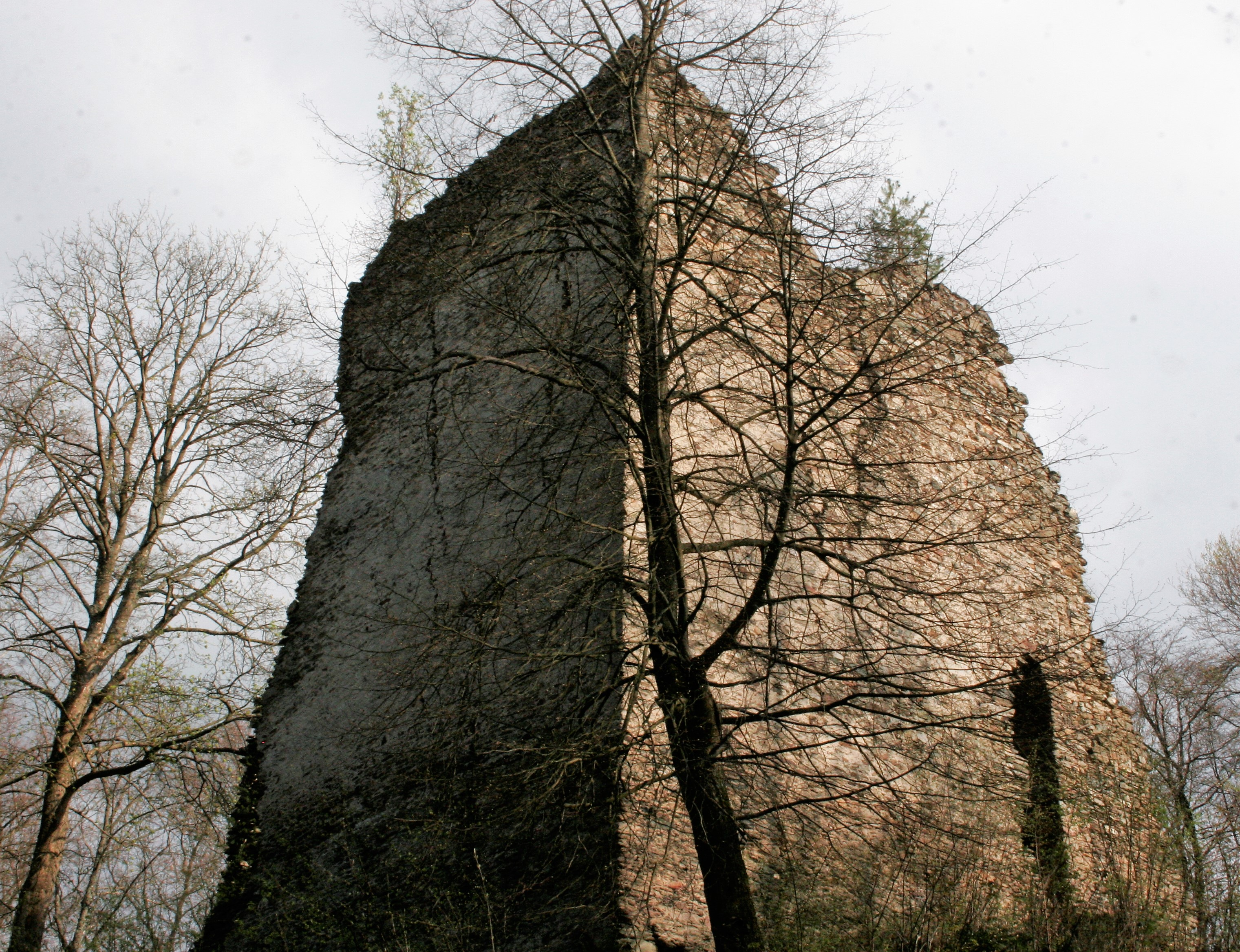
Zřícenina hradu Pajrek

Od svého mládí Jindřich sloužil Janovským z Janovic při jejich loupeživých podnicích na česko-bavorské hranici. Účastnil se vypálení města Neukirchen beim Heiligen Blut. Po roce 1512 se podílel na tzv. janovické vojně, jejímž prostřednictvím se Janovští pokoušeli získat ztracené statky. Jindřich vedl boj s loupeživým rytířem Petrem Sudou z Řenče, který sídlil na janovickém hradě. Ovšem i Jindřichova posádka škodila v okolí Pajreka a účastnila se boje Janovských proti královským městům. Jindřich Kostomlatský byl proto prohlášen za zemského škůdce a jeho hrad oblehly vojenské oddíly královských měst. Jindřich byl zajat a převezen do Prahy. Po ročním věznění v Daliborce byl na Pražském hradě popraven stětím.
Pajrek připadl králi Ludvíku Jagellonskému, od kterého jej roku 1522 získal Albrecht ze Šternberka. Svá dědická práva však úspěšně uplatnila vdova Kateřina, po jejíž smrti hrad získaly její děti z prvního manželství.